# Bruno Galván
Santiago rubini

## Trayectoria

### C. A. Boca Juniors
Llegó al Club Atlético Boca Juniors cuando tenía 11 años. En julio de 2015 fue promovido al plantel profesional para ocupar el lugar de tercer arquero, ante la salida de Emanuel Trípodi.
Debutó en un amistoso ante un combinado de la Liga de Chaco el 27 de noviembre de 2015, ingresando para jugar todo el segundo tiempo. Boca ganaría 3-2.
Ante la falta de oportunidades, Galván acordó la rescisión de su contrato y dejó el club en diciembre de 2016 sin haber podido debutar oficialmente.

### Gualaceo S. C.
Luego de seis meses como jugador libre, en julio de 2017 arregló su incorporación al Gualaceo Sporting Club de la Serie B de Ecuador.

### C. D. Morón
En julio de 2018 arregló su incorporación al Club Deportivo Morón de la Primera B Nacional de Argentina.

### A. S. D. Justo José de Urquiza
En julio de 2020 tras salir libre del C. D. Morón, arregló su llegada a la Asociación Social y Deportiva Justo José de Urquiza, club que milita en la Primera B Metropolitana de Argentina.

### C. D. Maipú
A principios de 2021, tras no poder lograr el ascenso con A. S. D. Justo José de Urquiza, acordó su incorporación al Club Deportivo Maipú, recientemente ascendido a la Primera B Nacional.

### C. D. Morón
En julio de 2021, es llamado para su segunda etapa en el C. D. Morón, tras la partida de su arquero titular Matías Mansilla.

### C. A. Atlanta
En enero de 2024, tras arreglar su partida del C. D. Morón luego de 2 años, Bruno llega al Club Atlético Atlanta.

## Selección nacional
En marzo de 2011 fue convocado por Oscar Garré para representar a la Selección Argentina Sub-17 en el Campeonato Sudamericano Sub-17 a disputarse en Ecuador.
A mitad de ese mismo año, fue nuevamente convocado por Garré para disputar la Copa Mundial de Fútbol Sub-17 que se llevó a cabo en México.

### Participaciones con la selección
| Torneo                                 | Sede    | Resultado        |
| -------------------------------------- | ------- | ---------------- |
| Campeonato Sudamericano Sub-17 de 2011 | Ecuador | Tercer lugar     |
| Copa Mundial de Fútbol Sub-17 de 2011  | México  | Octavos de final |

## Clubes
| Club                   | País      | Año       |
| ---------------------- | --------- | --------- |
| Boca Juniors           | Argentina | 2015-2016 |
| Gualaceo Sporting Club | Ecuador   | 2017-2018 |
| Deportivo Morón        | Argentina | 2018-2020 |
| Justo José de Urquiza  | Argentina | 2020-2021 |
| Deportivo Maipú        | Argentina | 2021      |
| Deportivo Morón        | Argentina | 2021-2023 |
| Atlanta                | Argentina | 2024      |
| Almirante Brown        | Argentina | 2025-Act. |